# Franz Groebbels
Franz Maria Groebbels (* 1. September 1888 in Sigmaringen; † 7. November 1960 in Mölln) war ein deutscher Physiologe und Ornithologe. Er wirkte in Hamburg.

## Leben
Franz war der Sohn des Geheimen Hofrats im Fürstentum Hohenzollern-Sigmaringen, Kunsthistorikers und Museumsdirektors Johann Groebbels (1853–1940). Er studierte Medizin in München und Heidelberg (1907–12), wurde nach der Promotion 1913 Assistenzarzt in Frankfurt am Main sowie München und habilitierte sich 1921 an der Universität Hamburg für Physiologie. Dort wurde er 1926 außerplanmäßiger Professor und arbeitete bis zur Emeritierung 1953 als Oberarzt am Physiologischen Institut im Universitätsklinikum Hamburg-Eppendorf.
Seine Forschungen umschlossen die funktionelle Morphologie und Histologie, Physiologie und Biologie und besonders die Ornithologie. Sein Standardwerk „Der Vogel“ enthielt 9000 Literaturangaben. Es stellt damit eine Ergänzung zu Erwin Stresemanns „Aves“ (1927–34) dar. Der Abschluss der Vorarbeiten für den geplanten 3. Band unterblieb im Krieg. Groebbels verfasste mehr als 100 Schriften zu physiologischen sowie 200 Abhandlungen und Mitteilungen zu ornithologischen Themen zwischen 1907 und 1960.
Groebbels unterzeichnete im November 1933 das Bekenntnis der deutschen Professoren zu Adolf Hitler und trat zum 1. Mai 1937 in die NSDAP ein (Mitgliedsnummer 4.052.707).

## Schriften
- Der Vogel, repr. 1969
  - 1. Band, 1932, Atmungswelt und Nahrungswelt
  - 2. Band, 1937, Geschlecht und Fortpflanzung
- Der Vogel in der deutschen Landschaft (1938)
- Ornithologische Hilfstabellen (1938, mit F. Moebert und H. Kirchner)